# Chizumulu
Chizumulu – wyspa na jeziorze Niasa należąca do Malawi. Zajmuje powierzchnię około 3,4 km². Zamieszkuje ją około 8 tys. osób.
Chizumulu oraz sąsiednia wyspa Likoma wraz z otaczającymi je wodami przybrzeżnymi i małymi wysepkami stanowią dwie eksklawy Malawi na wodach terytorialnych Mozambiku i tworzą razem dystrykt Likoma.